# Задор, Дезидерий Евгеньевич
Дезидерий (Дежё) Евгеньевич Задор (венг. Zádor Dezső; 20 ноября 1912 — 16 сентября 1985) — советский украинский пианист, органист, дирижёр, композитор, педагог венгерского происхождения, работал в Венгрии, Чехословакии и СССР. Вместе с И. Мартоном считается основателем закарпатской композиторской школы. Заслуженный деятель искусств УССР (1972).

## Биография
Для молодого Дезидерия Задора первыми учителями музыки стали родители. Мать Йозефина Задор-Борош (1882—1966) — учительница, хоровая певица, скрипачка, отец Евгений Задор (1886—1942) — органист, кантор церковного хора. А первым преподавателем Задора был частный учитель фортепиано Зигмунд Лендел. В Ужгороде Задор музицировал на органе во время церковных служб, давал первые сольные фортепианные концерты, представлял публике детские композиторские выступления.
Окончил Пражскую консерваторию (1932—1934) с отличием на трёх факультетах: органном, дирижирования и фортепиано. Слушал лекции по композиции В. Новака, Я. Кржички, лекции З. Неедлы в Карловом университете по музыковедению.
В 1934—1936 годах выступал как исполнитель-пианист, в 1936—1938 годах проходил курс аспирантуры в Праге в Школе высшего мастерства по композиции и музыковедению, одновременно музыкальный советник от Подкарпатской Руси в министерстве образования, с 1938 года работал педагогом в Подкарпатской Руси (Чехословакия), в частности в 1939 году преподавал музыку в Ужгородской женской учительской семинарии.
В 1937 году Задор победил в радио-конкурсе (вторая премия среди 67 участников). В результате — 24-летнего Задора-пианиста включили в энциклопедию выдающихся венгерских музыкантов XX века («A Magyar Muzsika Konyve». — Budapest, 1936).
Осуществив в 1937—1938 годах во время летних и зимних каникул две экспедиции, Задор создал рукописный нотный сборник «Русинские народные песни» и начал разрабатывать теорию трансформации закарпатской коломыйки (выявление разновидностей и жанровых перерождений).
Будучи дирижёром, начал изучение закарпатского музыкального фольклора, организовывал фольклорные экспедиции, во время которых записал более 300 народных песен, коломыек, колядок, обрядовых песен. В результате часть опубликована в сборнике «Народные песни подкарпатских русинов» (1944).
Задор также написал теоретическую работу «Коломыйка в русском народном творчестве».
Как исполнитель неоднократно выступал в престижных музыкальных программах Будапештской музыкальной академии, Будапештского и Кошицкого радио.
В 1943 году Задор был приглашён на должность преподавателя по классу фортепиано в Коложварскую консерваторию. Мобилизован в венгерскую армию. Чехословацкие репатриационные органы направили его в Ужгород. Там он стал организатором, а впоследствии и директором музыкального училища.
После присоединения Закарпатья к Советскому Союзу принят в Союз композиторов СССР, в 1947—1950 годах — дирижёр и солист Ужгородского симфонического оркестра.
В 1948—1949 годах пострадал от кампании «борьбы с космополитизмом». Уволен с должности директора созданного им училища, на его место назначен журналист В. Хоменко.
В 1954—1963 годах — художественный руководитель филармонии в Ужгороде, в 1963—1985 годах — профессор Львовской консерватории.
Дезидерий Задор умер 16 сентября 1985 года во Львове. Похоронен по завещанию в Ужгороде. 23 сентября 2006 года возле могилы Задора похоронена его жена — Магдалина.
По случаю 80-летия со дня рождения Дезидерия Задора Ужгородскому государственному музыкальному училищу присвоено его имя. Также в память о первом директоре училища в нём открыт класс-музей.

## Награды
- орден Трудового Красного Знамени (24.11.1960)
- орден «Знак Почёта» (30.06.1951)[2]
- медали
- заслуженный деятель искусств УССР (1972)

## Музыкальные произведения
Симфоническое произведение, кантата «Карпаты» (1959), симфонические поэмы «Верховина» (1971), «Карпатская рапсодия» (1974), фортепианные пьесы «Закарпатские эскизы», «Концерт для фортепиано с оркестром», хоры, романсы, песни, обработки народных песен «Положу, положу значок на окошко», «Ой, зацвели фиалочки» обработки народных песен для голоса с фортепиано — «Пошёл Иван в горную косить», «Балада про Довбуша», «Среди села дичка», «Легиники», «Эй, Иван», «Поризалам перстик», «Падает дождь», музыка к театральным постановкам.
Обработка Задором закарпатской народной песни «Верховино, свет ты наш…» с 1954 года приобрела популярность, стала известной в музыкальных кругах.
Воспитал несколько поколений учеников — исполнителей, композиторов, дирижёров, музыковедов; среди них — Г. Конькова, Ю. Ланюк.
Вместе с И. Мартоном является основателем закарпатской композиторской школы.